# セーレン・セーレンセン
セーレン・セーレンセン（Søren Peter Lauritz Sørensen、1868年1月9日 - 1939年2月12日）はHavrebjerg生まれのデンマークの化学者。酸性度の指標として水素イオン指数（pH）の概念を導入した。

## 生涯
コペンハーゲン大学で学位取得。1901年から1938年まで、ヨハン・ケルダールの後任としてコペンハーゲンのカールスバーグ研究所の化学部門の部門長を務めた。
カールスバーグ研究所では、イオン濃度がタンパク質へ与える影響について研究し、水素イオンの濃度が特に重要であることを突き止め、1909年にpHの概念を考案した。
pHの概念について初めて記した論文では、酸性度を測定する2つの新しい方法についても記述している。1つ目の方法は電極を用いるもので、2つ目は指示薬の色によるものである。前者の方法で、1937年に世界で最初のpHメーターが製造された。なお、この論文では、記号にはpHを用いた。